# 三上陸男
三上 陸男（みかみ みちお、1935年4月8日 - ）は日本の造形家、特撮監督、映画美術監督、インテリアデザイナー。東京都出身。

## 来歴
東京に生まれる。1954年（昭和29年）、前年に画家を志し、東京芸術大学を受験するが失敗。浪人中に東宝砧撮影所で日本初の本格特撮怪獣映画『ゴジラ』（本多猪四郎監督）の特撮現場にアルバイトで参加。渡辺明に師事する。
1956年（昭和31年）の『空の大怪獣 ラドン』、1957年（昭和32年）の『地球防衛軍』といった東宝のSF特撮映画に参加し、東宝内に開設された特殊技術課の特殊美術係で特殊造形、ホリゾント描画、ミニチュア制作といった特撮映画の技術を学ぶ。このあと、武蔵野美術大学に合格。

### 大映時代
1959年（昭和34年）、松竹京都撮影所で松竹映画の『高丸菊丸 疾風篇』（丸根賛太郎監督）に参加。これをきっかけに武蔵野美大を中退。大映の美術スタッフとなる。大映の美術スタッフの八木正夫（1957年入社）と懇意となる。
1961年（昭和36年）、大映京都撮影所で日本初の70mm総天然色スペクタクル映画『釈迦』（三隅研次監督）に参加。
1962年（昭和37年）、『鯨神』（田中徳三監督）に参加。
1963年（昭和38年）、大映東京撮影所で、特撮パニック映画『大群獣ネズラ』に参加するが、「生きたネズミを使う」という撮影方法が衛生問題（#人物・エピソードにて後述）となり、組合争議にまで発展して撮影中途で頓挫。
1965年（昭和40年）、大映の井上章の招きにより、同社初の怪獣映画『大怪獣ガメラ』（湯浅憲明監督）の特殊美術を担当。この映画では前年大映を退社していた八木正夫がガメラの特殊造形を担当しており、大映には怪獣造形、ミニチュア制作含めて大規模特撮の技術も技術者もなかったため、八木は村瀬継蔵や三上を集めて、特撮美術全般をまかなった。
この時集まったメンバーで、八木正夫が造形会社「エキスプロダクション」を創設。三上も役員としてこれに参加。営業も含め、映画美術全般の進行を務める。

### エキスプロ時代
1966年（昭和41年）、『大怪獣決闘 ガメラ対バルゴン』（田中重雄監督）、『大魔神怒る』（三隅研次監督）、『大魔神逆襲』（森一生監督）、東映京都の『怪竜大決戦』（山内鉄也監督）など京都・東京の撮影所にまたがってエキスプロで美術担当。特殊造形、美術だけでなく、特撮にも参加している。
1967年（昭和42年）、大映で『大怪獣空中戦 ガメラ対ギャオス』（湯浅憲明監督）、テレビ番組では宣弘社の『光速エスパー』（日本テレビ）、東映の『キャプテンウルトラ』（TBS）、東映京都の『仮面の忍者 赤影』（関西テレビ）などで特殊美術を担当。この年、エキスプロは韓国の「極東フィルム」制作の怪獣映画『大怪獣ヨンガリ』（キム・ギドク監督）に参加。韓国初の怪獣映画の特殊美術を務める。
1968年（昭和43年）、松竹映画太秦でピー・プロダクションのスタッフと共に『吸血鬼ゴケミドロ』（佐藤肇監督）、大映東京で『ガメラ対宇宙怪獣バイラス』（湯浅憲明監督）、大映京都で『妖怪百物語』（安田公義監督）、『妖怪大戦争』（黒田義之監督）に参加。翌年の『東海道お化け道中』（安田公義監督）まで続くこの「妖怪シリーズ」では多数の妖怪群の造形に携わる。
1971年（昭和46年）、東映のテレビ番組『仮面ライダー』（毎日放送）の企画立ち上げに参加。放送開始まで2ヶ月しかない中、現場を指揮し、自身では敵組織「ショッカー」の美術造形全般を手掛けた。しかし多忙であったため、旧知の高橋章を美術デザイナーに呼びよせ、現場を引き継いだ。続いて前澤範をエキスプロに迎え、『好き! すき!! 魔女先生』（朝日放送）の美術を担当するほか、『魔神ガロン パイロットフィルム』、大映最後のガメラ映画『ガメラ対深海怪獣ジグラ』（湯浅憲明監督）などを担当。
1972年（昭和47年）、ひろみプロの特撮番組『サンダーマスク』（日本テレビ）、東映生田スタジオ作品の『仮面ライダー』、『超人バロム・1』（よみうりテレビ）、『変身忍者 嵐』（毎日放送）などの「変身ヒーロー番組」で美術・特撮全般を担当。空前の「変身ブーム」を支える。
1973年（昭和48年）、『仮面ライダーV3』（毎日放送）、『イナズマン』（NET）などを担当。

### コスモプロの設立
1975年（昭和50年）、香港ショウ・ブラザーズの招きを受け、エキスプロを退社。1972年に造形会社「ツエニー」を立ち上げた村瀬継蔵とともに香港に赴任し、チャイ・ランプロデューサーのもと、『中国超人インフラマン』（ホア・シャン監督）、『蛇王子』（ロー・チェン監督）、『透明人間』などの特撮美術を担当。その後、同じくエキスプロを退社した藤崎幸雄らとともに造形会社「コスモプロダクション」を設立。
テレビ作品では、東映の特撮ドラマ『宇宙鉄人キョーダイン』（毎日放送）の特撮美術を担当。
1976年（昭和51年）、ショウ・ブラザーズ初の怪獣映画『北京原人の逆襲』（ホー・メンホア監督）で、「コスモプロ」名義で美術参加。
1978年（昭和53年）、東映京都の特撮映画『宇宙からのメッセージ』（深作欣二監督）で美術監督、またコスモプロで『宇宙からのメッセージ・銀河大戦』（NET）の美術を担当。
1979年（昭和54年）、東映の『新・仮面ライダー』（毎日放送）でコスモプロに迎えた高橋章と組み、4年ぶりに復活した仮面ライダーの美術全般を手掛ける。
1980年（昭和55年）、『仮面ライダースーパー1』（毎日放送）を担当。
同年、造形会社の枠を超え、コスモプロで『Xボンバー』（フジテレビ系）を自社制作。マリオネット形式の本格的特撮スペースオペラの総監督を務め、美術造形から、マットペイント作画、ドラマ・特撮演出も任じている。高橋と組んだ精巧なミニチュア特撮とキャラクター造形は、英国他海外でも高い評価を受けている。
以後もテレビドラマ、映画、CMなどで活躍。
1989年（平成元年）、丹波企画 / 松竹富士の『丹波哲郎の大霊界 死んだらどうなる』（丹波哲郎監督）で美術監督を務める。
2000年（平成12年）、コスモプロを解散。以降、主に上海を拠点にインテリアデザイナーや油絵画家として活躍していた。

## 人物・エピソード
愛称は「ミカちゃん」。エキスプロでは、美術造形全般のプロデューサー的立場だった。東映プロデューサーの平山亨は「温和で、人を安心させる信頼感を持っている人」と評している。
大映時代に『大群獣ネズラ』の制作に関わったが、撮影用に大量捕縛した数千匹のネズミからダニが大発生。三上他美術部員はダニアレルギーのため瀕死の入院にまで至り、これ以来大のネズミ嫌いとなった。おかげで『仮面ライダー』以降のヒーロー番組では、ネズミの怪人だけは関わらなかったという。
大映・エキスプロ時代に三上らが『妖怪百物語』などで手がけた妖怪造形は、この「略式の人間型怪獣」というコンセプトで「怪人」となり、その後空前の「変身ブーム」の主役の一つとなって、テレビの特撮番組のキャラクターそのものを変えていった。

### 仮面ライダー関連
『仮面ライダー』では、番組の造形立ち上げから参加していて、石森章太郎のデザイン画を立体化してみせた造形のセンスは三上の腕によるところが大きい。三上は仮面ライダーの造形では衣装の素材選びを始めに、鷲を図案化した「ショッカー」の紋章や、怪奇色の強いショッカーアジトの美術デザインも手掛けている。仮面ライダーの愛車「サイクロン号」も三上のデザインである。三上によると、サイクロン号のモチーフは「昆虫」で、後部の六本の排気筒は「脚」、二つある前照灯は「眼」、側面の赤い模様は「風」をイメージしたという。
敵役である「怪人」の造形については、同番組では特撮番組に登場する怪獣の3分の1しか制作予算がなく、「略式の怪獣で行こう」との発想で始まったとしていて、「普通、怪獣のぬいぐるみというのは出来るだけ人間のプロポーションが出ないように工夫します。ところが、怪人の場合は逆に人間の形を出してみたわけです」と語っている。三上が手掛けた「蜘蛛男」や「人間蝙蝠」、「さそり男」のマスクは粘土原型からの造り起こしだが、これは手間も暇もかかるものだった。三上はこれを「映画の手法」であり、余裕のないテレビ番組の制作スピードには合わないと考え、「サラセニア人間」以降の怪人造形はタイツ地にウレタンを接着して形を削り出し、これに着色したラテックスを塗りつける手法に切り替えた。これは『仮面ライダー』で生みだされた造形手法だった。

## 作品
三上が携わった作品の一覧。
- 台湾映画『筧橋英烈傳』（1977年） - 特撮監督
- 『宇宙からのメッセージ MESSAGE from SPACE』（1978年） - 美術[7]
- 『丹波哲郎の大霊界 死んだらどうなる』（1989年） - 美術[7]
- 『Xボンバー』（1980年） - 監督